# NANA MIZUKI LIVE FORMULA at SAITAMA SUPER ARENA
『NANA MIZUKI LIVE FORMULA at SAITAMA SUPER ARENA』（ナナ・ミズキ・ライブ・フォーミュラ・アット・さいたまスーパーアリーナ）は、水樹奈々の6作目となるライブ映像作品。2008年5月9日にキングレコードから発売された。

## 概要
2007年から2008年に年跨ぎで開催されたライブツアー『NANA MIZUKI LIVE FORMULA 2007-2008』より、最終日の2008年1月3日、さいたまスーパーアリーナにて、1万6000人を動員して行われた公演の模様を収録。本作収録のライブ公演は、水樹奈々自身にとって初のライブステージから数えるとちょうど50公演目となる。本作では曲間のカットをとり自然なものとし、カメラワーク技術を駆使した編集がされている。なお初回盤は、スペシャルボックス&BLACKデジパック仕様となっている。
DISC-1は、同ライブの前半、DISC-2では後半を収録。さらにDISC-2には特典映像として、水樹奈々本人によるオーディオコメンタリーも収録。DISC-3には、2007年12月24日の仙台サンプラザでのクリスマス公演、2007年12月31日のグランキューブ大阪でのカウントダウン公演からダイジェスト映像として、その模様をそれぞれ数曲ずつ収録。その他、ライブツアーのメイキング映像、水樹奈々とサポートバックバンド「cherry boys」による座談会が収められている。
オリコン2008年5月19日付週間音楽DVDチャートで初登場1位を獲得。DVD作品では、『NANA CLIPS 3』以来1年4か月ぶりの獲得となった。またオリコン集計において、DVDでは自身初の2万枚を突破した。

## 演奏参加ミュージシャン
- 水樹奈々：ボーカル、ダンス、ハーモニカ

Cherry boys
- ギター
  - 渡辺格（愛称：イタルビッチ）
  - 北島健二（愛称：ケニー）※ さいたま、仙台公演時
  - 矢吹俊郎 ※ 大阪公演時
- ベース
  - 坂本竜太（愛称：りゅーたん）
- ドラム
  - 渡辺豊（愛称：ゆたぽん）
  - 福長雅夫（愛称：ちょーさん） ※パーカッションも兼任
- キーボード
  - 大平勉（愛称：トム君）

その他
- バックダンス：TEAM YO-DA
- アルパ：上松美香（さいたま公演のみ、ゲストプレイヤーとして「Heart-shaped chant」の演奏に参加）[3]

## 演奏会場
- さいたまスーパーアリーナ（2008年1月3日）
  - 仙台サンプラザ（2007年12月24日）
  - グランキューブ大阪（2007年12月31日）

## 収録内容

### DISC-1
OPENING
Bring it on!
SECRET AMBITION
MC 1
ファーストカレンダー
フリースタイル
RUSH&DASH!
chronicle of sky
through the night
Pray
innocent starter
MC 2
Heart-shaped chant
MC 3
ラストシーン
Crystal Letter
Take a chance
POWER GATE
SUPER GENERATION

### DISC-2
MASSIVE WONDERS
ETERNAL BLAZE
残光のガイア
Orchestral Fantasia
MC 4
Sing Forever
[ENCORE]
SEVEN
Justice to Believe
MC 5
Dancing in the velvet moon
Level Hi!
MC 6
[W/ENCORE]
アオイイロ〜a cappella〜
MC 7
end roll
- SPECIAL FEATURE："LIVE FORMULA" オーディオコメンタリー

### DISC-3
- NANA MIZUKI LIVE FORMULA 2007-2008 / 2007.12.24 at SENDAI SUNPLAZA HALL
  - Inside of mind
  - BRAVE PHOENIX
  - Promise on Christmas
- NANA MIZUKI LIVE FORMULA 2007-2008 / 2007.12.31〜2008.1.1 at GRAND CUBE OSAKA
  - アオイイロ
  - COUNTDOWN 2007-2008
  - SUPER GENERATION
  - suddenly 〜巡り合えて〜
- MAKING OF LIVE FORMULA
- NANA × CHERRY BOYS 座談会